# Giulio Vianzino
Giulio Vianzino war ein italienischer Radrennfahrer.
Der für den Ciclisti-Club Torino aus Turin startende Vianzino nahm bei den Olympischen Spielen 1900 in Paris für das Königreich Italien an den Radsportwettbewerben teil und schied dabei im Bahnsprint im Vélodrome de Vincennes in der ersten Runde aus.